# II з'їзд КП(б)У
II з'їзд КП(б)У — з'їзд Комуністичної партії (більшовиків) України, що відбувся 17–22 жовтня 1918 року в Москві.
На з'їзді було 125 делегатів, які представляли близько 9 тисяч комуністів підпільних партійних організацій України та Криму.

## Порядок денний з'їзду
1. Доповіді з місць.
2. Звіт ЦК КП(б)У.
3. Звіт Всеукраїнського Центрального Військово-Революційного Комітету (ВЦВРК).
4. Доповідь про міжнародне становище.
5. Доповідь про поточний момент.
6. Про святкування перших роковин Великої Жовтневої соціалістичної революції.
7. Про взаємовідносини між партійними організаціями і ревкомами.
8. Про ставлення до партії лівих соціалістів-революціонерів, лівих бундівців та ін. партій, які заявили про визнання платформи Радянської влади.
9. Про Статут КП(б)У.
10. Про час скликання III з'їзду КП(б)У.
11. Вибори керівних органів КП(б)У.

## Керівні органи партії
Обрано Центральний Комітет у складі 15 членів та 15 кандидатів у члени ЦК і Ревізійну комісію КП(б)У у складі 3 членів та 2 кандидатів.

### Члени Центрального комітету
- Артем (Сергєєв Федір Андрійович)
- Безчетвертний Микола Ілліч
- Грузман Шулим Айзикович
- Дробніс Яків Наумович
- Закс Самуїл Маркович
- Затонський Володимир Петрович
- Зимак Олександр Йосипович
- Квірінг Емануїл Йонович
- П'ятаков Юрій Леонідович
- Реут Михайло Венедиктович
- Слинько Петро Федорович
- Сталін Йосип Віссаріонович
- Тарський (Соколовський) Леонід Львович
- Шварц Ісак Ізраїльович
- Яковлєв Яків Аркадійович

### Кандидати в члени Центрального комітету
- Амосов Іван Карпович
- Близниченко Андрій Омелянович
- Винокуров Наум Михайлович
- Гамарник Ян Борисович
- Жарко Федір Павлович
- Золотов Федір Михайлович
- Клочко Володимир Юрійович
- Косіор Станіслав Вікентійович
- Луговий (Левінштейн) Олександр Васильович
- Моршин І. Д.(Русін Олексій Іванович)
- Ровнер Пінхус Лазарович
- Скрипник Микола Олексійович
- Смоляков Лазар Абрамович
- Харечко Тарас Іванович
- Черниш (Борисов) Б. В.

### Члени Ревізійної комісії
- Бек Михайло Михайлович
- Реут Михайло Венедиктович
- Рябинська–Михайлова Євгенія

### Кандидати в члени Ревізійної комісії
- Кропачов Л.Н.
- Моршин І.Д.(Русін Олексій Іванович)